# Позы Аретино
«По́зы» Арети́но, «Шестна́дцать поз», «Любо́вные позы», (итал. I Modi, Sedici Modi, лат. De omnibus Veneris Schematibus) — частично утраченная знаменитая эротическая книга эпохи Ренессанса.
Книга иллюстрирована шестнадцатью художественно исполненными гравюрами с разнообразными любовными позами, каждая из которых сопровождается соответствующими сонетами Пьетро Аретино (итал. Sonetti Lussuriosi, «Похотливые сонеты», «Развратные сонеты», «Сладострастные сонеты»). Книга считалась символом разврата, но несмотря на преследование цензурой и уничтожение тиражей, стала широко известна в просвещённых кругах Ренессанса, не утратив свою славу в последующую эпоху.

## История создания

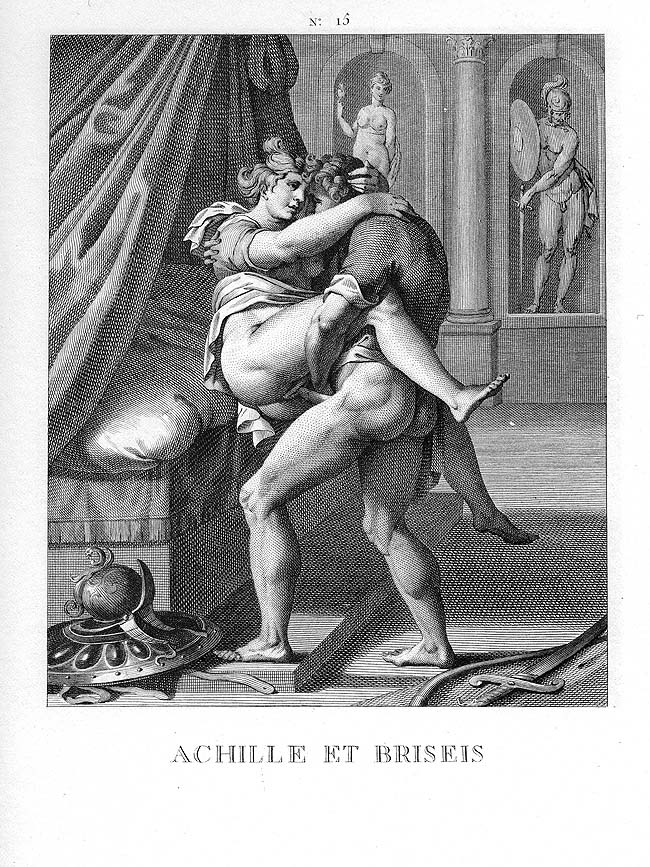
«Ахилл и Брисеида», гравюра Агостино Карраччи

### Оригинальное издание «Поз» Романо
Как гласит легенда, ученик Рафаэля Джулио Романо поссорился с папой Климентом VII по причине неуплаты гонорара, и из мести расписал зал Константина в Ватикане порнографическими сценами. Фрески были уничтожены, но гравёр Маркантонио Раймонди, другой ученик Рафаэля, зарисовал их, а потом создал по этим рисункам гравюры. По более приземлённой версии, Джулио Романо нарисовал эти фрески по заказу герцога мантуанского Федерико II для дворца Палаццо дель Те в Мантуе.
В 1524 году Маркантонио Раймонди осуществил издание этих гравюр, что привело к аресту Раймонди по приказу Папы Римского и уничтожению всех копий иллюстраций. Автор оригинальных картин Джулио Романо не подвергался наказанию, поскольку работал для частного заказчика в закрытых помещениях, и его работы, в отличие от гравюр, массовую публику не развращали. Знаменитый поэт Пьетро Аретино навестил Романо, всё ещё продолжавшего работать над фресками во дворце, и сочинил к каждой любовной позиции по сонету. Он также помог Раймонди освободиться из заключения.
Вазари пишет:

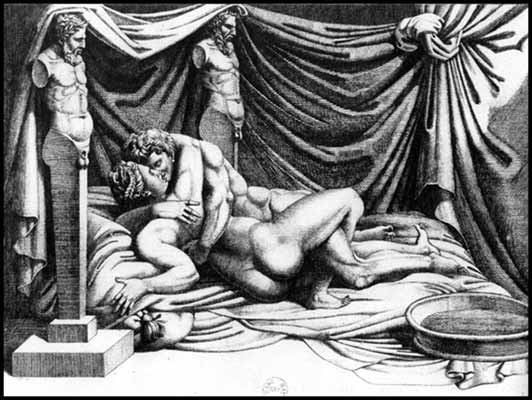
Уцелевшая гравюра Раймонди

После этого Джулио Романо поручил Маркантонио вырезать по его рисункам на двадцати листах все возможные способы, положения и позы, в каких развратные мужчины спят с женщинами, и, что хуже всего, мессер Пьетро Аретино написал для каждого способа неприличный сонет, так что я уж и не знаю, что было противнее: вид ли рисунков Джулио для глаза или слова Аретино для слуха. Произведение это было строго осуждено папой Климентом, и, если бы, когда оно было опубликовано, Джулио уже не уехал в Мантую,  он заслужил бы суровое наказание от разгневанного папы. (...) А так как некоторые из этих рисунков были найдены в местах, где это меньше всего можно было ожидать, они не только были запрещены, но и сам Маркантонио был схвачен и заключён в тюрьму, и плохо бы ему пришлось, если бы кардинал Медичи и Баччо Бандинелли, находившиеся в Риме на службе у папы, его не выручили. (...) да и в самом деле не следовало бы, как это, однако, часто делается, злоупотреблять божьим даром на позор всему миру в делах омерзительных во всех отношениях.

### Оригинальное издание «Поз» Аретино

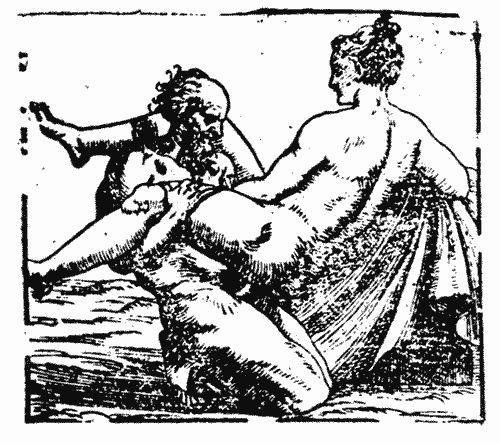
Пиратское издание 1550 года

В 1527 году было осуществлено второе издание гравюр, теперь уже с сонетами Пьетро Аретино, после чего их сюжеты получили прозвище «Поз Аретино». Издание стало первым сочинением, сочетавшим одновременно эротические иллюстрации с текстами. По приказу папы римского тираж был снова уничтожен. Раймонди избежал нового заключения чудом.
Копий двух первых оригинальных изданий не сохранилось, за исключением нескольких фрагментов в Британском музее и двух копий позы № 1. Ещё один экземпляр, предположительно изданный пиратским способом с топорно перерисованными иллюстрациями, был напечатан в 1550 году в Венеции, содержит 15 из 16 рисунков.
Хотя до нашего времени оригинала Раймонди не дошло, по меньшей мере один полный набор рисунков избежал уничтожения, поскольку и пиратская копия 1550 года, и т. н. «Позы Карраччи» (см. ниже) опираются на единый источник в композиции и стилистике. Сравнение с фрагментами из Британского музея подкрепляет это предположение.

### «Позы» Карраччи и его продолжатели

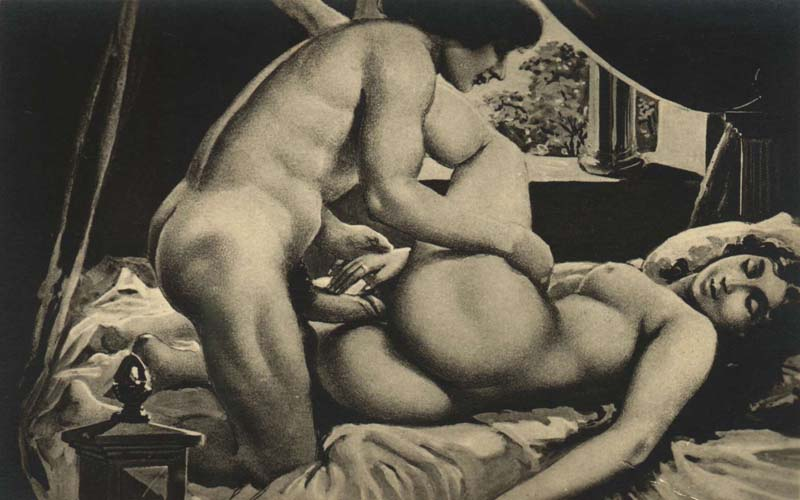
Иллюстрация Э. А. Авриля, 1892 год

Новое издание «Поз» было осуществлено Агостино Карраччи (1557—1602) (или, что менее вероятно, Камилло Прокаччини).
Самым распространённым его переизданием является тираж 1798 года, отпечатанный в Париже под названием «L’Arétin d’Augustin Carrache, ou recueil de postures érotiques, d’après les gravures à l’eau-forte par cet artiste célèbre» благодаря Жаку-Жозефу Коиньи (1761—1809).
В последующие годы несколько художников создавали свои рисунки к «Позам» на основе иконографии Карраччи, в частности Эдуар Анри Авриль (1892). В 1858 году граф Жан-Фредерик Максимильен де Вальдек, известный своими мистификациями, заявил, что обнаружил экземпляр оригинального издания в библиотеке францисканского монастыря в Мехико. Эта копия была опубликована Вальдеком, но почти бесспорно, что это не оригинал Романо, а компиляция по рисункам из Британского музея и гравюрам Карраччи, тем более что монастыря, который он назвал в качестве места находки рукописи, не существует. Предпринимались и другие попытки подделать оригинал на основе поз Каррачи.

## Содержание
Погоди, постой, Купидон упорный,

Не тащи, ослище, свой воз упрямо!

Я хотел бы уд мой направить прямо

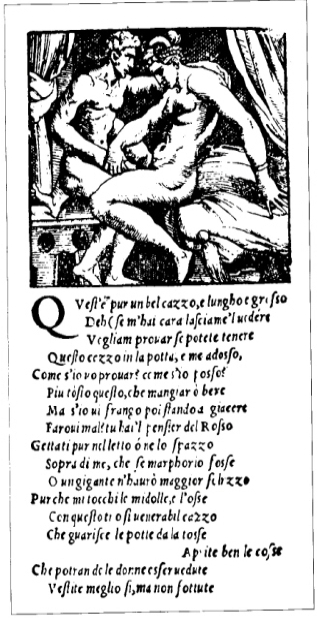

В лоно той, что скачет на нём проворно.

Но, увы, то в чистый цветок, то в сорный

Попадает он. Неужели срама

Не избегну — стоя, как мул, — и дама

Подвиг мой сочтёт слабиной позорной?

Беатриче! И Вам в этой позе трудно.

Но, поверьте, мне во сто крат труднее —

Я собою жертвую поминутно:

Замирают члены мои, немея.

И когда б Ваш зад не сиял так чудно,

Я решил бы — кончить я не сумею

При попытке — тягостной, безрассудной.

Но желанней персика Ваши доли —

И крепят мой уд в его тяжкой доле.
Как предполагают, первое издание Маркантонио Раймонди отличалось от тех «Поз Аретино», которые дошли до потомков в изложении Карраччи. У Карраччи все рисунки номинально изображают знаменитые пары любовников (например, Антония и Клеопатру), или женатых богов (Юпитера и Юнону) из классической истории и мифологии. Персонажи изображались с узнаваемыми атрибутами. Действие происходит в классических интерьерах. Основываясь на единственной сохранившейся гравюре из первого издания предполагают, что у Раймонди любовники были простыми людьми, без атрибутов, и занимались сексом в обычных интерьерах.
На фронтисписе Карраччи изображена Venus Genetrix, обнажённая и управляющая колесницей, запряжённой голубями. Фигуры несут явственный отпечаток стиля эпохи — чрезмерно мускулистые торсы, маленькие груди.

### Текст
Текст включает 16 сонетов плюс два стихотворных эпилога. Содержание сонетов по большей части является похабно-куртуазным диалогом между мужчиной и женщиной либо готовящимися предаться страсти, либо во время испытания какой-либо позы.
В некоторых случаях Аретино упоминает имена женщин:
- № 12 — куртизанка Анжела Грека;
- № 14 — куртизанка Беатриче де Бонис родом из Флоренции. Позднее переехала в Рим и жила в дорогом квартале рядом с харчевней «Медведь». В числе её клиентов были Лоренцо Медичи, герцог Урбино, другие знатные люди. В переписи 1526 года указывается, что Лоренцина и Беатриче — хорошо устроенные «честные проститутки».

Пьетро Аретино посвятил свои стихи другу, доктору Баттиста Дзатти из Брешии.
Переводы на русский с итальянского Алексея Пурина (в традициях академического перевода со стилизацией под ренессанс) и Игоря Петенко. Последний переводит с обилием русского мата, что не соответствует стилистической окраске соответствующих слов в языке итальянского Возрождения, и в произвольном размере (Пурин использует логаэды, укладывающиеся в силлабику подлинника). Аретино использует слова cazzo (в современных словарях — хер, хрен, член), potta (дырка) и fottere (отодрать, трахнуть).
В «Записях и выписках» М. Л. Гаспарова упоминается, что сонеты Аретино просили перевести знаменитого переводчика-итальяниста Е. М. Солоновича, на что тот ответил: «Не получится, там все необходимые слова свои, а у нас какие-то неестественные, как будто из тюркских пришли».

## Иллюстрации
Список иллюстрирован гравюрами издания конца XVIII века.
| Илл. | №  | Название                      | Мужчина                                      | Женщина                   | Поза | Примечания |
| ---- | -- | ----------------------------- | -------------------------------------------- | ------------------------- | --- | --- |
|      | 0  |                               | -                                            | «Венера» (Venus Genetrix) | - | Заставка |
|      | 1  | «Парис и Энона»               | Парис, царевич из Трои                       | Нимфа Энона               | Мужчина на коленях сверху над лежащей женщиной, его ноги обхватывают ногу женщины                                                        | Сохранившаяся гравюра из 1-го издания (см. выше) изображает дворцовый интерьер, а здесь — хижина, хотя позы — те же                                                            |
|      | 2  | «Анжелика и Медор»            | Медор                                        | Анжелика                  | Женщина сверху | Персонажи из «Неистового Роланда» |
|      | 3  | «Сатир и нимфа»               | Сатир                                        | Нимфа                     | Миссионерская позиция | |
|      | 4  | «Юлия и атлет»                | Атлет                                        | Юлия Старшая              | Женщина сидит на мужчине, повернувшись к нему спиной                                                                                     | Дочь 1-го римского императора Августа, была сослана отцом на остров за разврат, ставший достоянием широкой публики                                                             |
|      | 5  | «Геркулес и Деянира»          | Геракл                                       | Деянира                   | Мужчина, стоя лицом к лицу, поддерживает женщину за бёдра на руках и на своём колене                                                     | |
|      | 6  | «Марс и Венера»               | Арес                                         | Афродита                  | Лёжа лицом к лицу, женщина сверху. Миссионерская позиция наоборот                                                                        | |
|      | 7  | «Культ Приапа»                | Бог Пан или некий сатир                      | Женщина-сатир             | Женщина сидит перед стоящим мужчиной | |
|      | 8  | «Антоний и Клеопатра»         | Марк Антоний                                 | Клеопатра VII             | В положении лёжа на боку, лицом к лицу                                                                                                   | |
|      | 9  | «Вакх и Ариадна»              | Дионис                                       | Ариадна                   | «Прыжок лягушки». Женщина с широко разведёнными, согнутыми ногами в положении спиной к стоящему мужчине, который держит на весу её бёдра | |
|      | 10 | «Полиен и Хрисеида»           | Полиен                                       | Хрисеида                  | Мужчина на коленях перед лежащей на спине женщиной. Вариация миссионерской позиции (лицом к лицу)                                        | Полиен — отсутствующий в мифологии герой, поздняя выдумка |
|      | 11 | «Сатир с женой»               | Некий сатир                                  | Его супруга-сатир         | Миссионерская позиция (мужчина стоит, женщина сидит)                                                                                     | |
|      | 12 | «Юпитер и Юнона»              | Зевс                                         | Гера                      | Мужчина стоит, опираясь одним коленом на кровать, женщина полулежит перед ним на кровати                                                 | |
|      | 13 | «Мессалина в каморке Лициски» | Клиент римского борделя                      | Валерия Мессалина         | Вариация предыдущей позиции с мужчиной, стоящим на обеих ногах                                                                           | Жена императора Клавдия прославилась своей похотью. Чтобы удовлетворить болезненную страсть, посещала бордели, где отдавалась любому клиенту                                   |
|      | 14 | «Ахилл и Брисеида»            | Ахилл                                        | Брисеида                  | Мужчина держит на руках обхватившую его руками и ногами женщину                                                                          | Одна из любимых режиссёрами поз в эротических сценах в кино |
|      | 15 | «Овидий и Коринна»            | Поэт Овидий, автор наставлений по любви      | Коринна, его возлюбленная | Миссионерская позиция, изображение позиции № 3 с другого ракурса                                                                         | |
|      | 16 | «Эней и Дидона»               | Эней                                         | Дидона                    | Ласки указательным пальцем | Наиболее прикрытые одеждой (среди прочих гравюр) персонажи, в компании Купидона со свечкой                                                                                     |
|      | 17 | «Алкивиад и Гликера»          | Алкивиад                                     | Гетера Гликера            | Мужчина стоит перед лежащей на спине женщиной и обхватывает руками её колени. Одна нога женщины выпрямлена высоко вверх                  | Это — анахронизм, так как Гликера жила в эллинистический период, на два столетия позже Алкивиада                                                                               |
|      | 18 | «Пандора»                     | Мужчина в короне, предположительно, Эпиметей | Пандора                   | Лёжа на боку, лицом к лицу, с переплетёнными ногами                                                                                      | Мальчик со свечой, возможно, намекает на картину греческого живописца Антифила; она называлась «Мальчик, раздувающий огонь» и описана Плинием Старшим в «Естественной истории» |

## Слава
«Позы» Аретино стали синонимом разврата, а число поз увеличивалось от 16 по нарастающей, видимо, прибавляемые новыми авторами:
- Аббат де Брантом[6] в книге «Галантные дамы» (прозванной «Новым Декамероном») с иронией описывает отношение высшей французской аристократии к иллюстрациям Аретино:

«Он [герцог Анжуйский] приобрёл у ювелира великолепный кубок позолоченного серебра тончайшей работы, истинный шедевр ювелирного искусства, доселе невиданный: в нижней части этого кубка весьма изящно и прихотливо были вырезаны фигурки мужчин и женщин в позах Аретино, а наверху столь же мастерски изображались различные способы соития зверей; там-то и увидел я впервые (впоследствии мне частенько доводилось любоваться сим кубком и даже, не без смеха, пить из него) случку льва со львицею, вовсе не похожую на спаривание всех прочих животных; кто сие видел, тот знает, а кто не видел, тому и описывать не берусь. Кубок этот стоял у принца в столовой на почетном месте, ибо, как я уже говорил, отличался необыкновенной красотою и роскошью отделки что внутри, что снаружи и радовал глаз. Когда принц устраивал пир для придворных дам и девиц, а такое случалось часто, то по его приказу виночерпии никогда не забывали поднести им вина в этом кубке; и те, что ещё не видали его, приходили в великое изумление и, взяв кубок в руки или уже после того, прямо-таки теряли дар речи; другие краснели, не зная, куда деваться от смущения, третьи шептали соседкам: „Что же тут такое изображено? По моему разумению, это мерзость из мерзостей. Да лучше умереть от жажды, нежели пить из эдакой посудины!“ Однако же им приходилось либо пить из описываемого кубка, либо томиться жаждою, вот почему некоторые дамы пили из него с закрытыми глазами, ну а другие и этим себя не утруждали. Те дамы или девицы, кто знал толк в сём ремесле, посмеивались втихомолку, прочие же сгорали от стыда».

Он также пишет: «Одна дама, хранившая у себя в комнате с разрешения мужа томик Аретино, признавалась любовнику, что книги и другие выдумки хорошо ей служат». Некий придворный подарил своей любовнице альбом с картинками, изображающими аристократок во всех любимых Аретино двадцати семи позах. Книга обошла весь королевский двор и произвела любопытный эффект. Когда одна из дам просматривала её с двумя подругами, то так возбудилась, что «впала в любовный экстаз на виду у присутствующих и не смогла пойти дальше четвёртой страницы, лишившись чувств на пятой».
- Дени Дидро в «Племяннике Рамо» пишет: «Разве всё это может помешать тому, что сердце её пылает, что вздохи вырываются из её груди, что страсть её разгорается, что желание преследует её и что воображение рисует ей ночью сцены из „Монастырского привратника“ или позы из Аретино?»
- Английский король Карл II говорил, что его любовница леди Каслмейн знала поз больше, чем Аретино[7].
- Казанова в своих воспоминаниях пишет, что он отпраздновал новый 1753 год с монахиней в аретиновской позе: «— А пока я взял в твоем будуаре одну книжечку. Это позы Пьетро Аретино. В оставшиеся три часа я хочу некоторые из них испробовать. — Мысль достойна тебя; но там есть позы неисполнимые, и даже нелепые. — Верно; но четыре весьма заманчивы. Трудам этим мы предавались все три часа»[8]. В другом месте он пишет: «В перерыве, видя их покорность и похотливость, я заставил их принимать сложные позы по книжке Аретино, что развлекло их сверх всякой меры».
- Александр Пушкин в одном из своих писем писал, несколько преувеличив число поз Аретино: «Я буду передразнивать обезьяну, злословить и нарисую вам г-жу N в 36 позах Аретино»[9].
- Альфред де Мюссе, «Галиани»: «Элевантино и Аретино были нищими перед нашей фантазией».

## Произведения по мотивам
- В 2007 году Майкл Найман положил 8 из этих стихотворений на музыку — 8 Lust Songs. После исполнения в 2008 году в Cadogan Hall они были сняты с программы по причине непристойности[10].
- Современный роман «16 наслаждений» (автор — Роберт Хелленга[англ.]). По сюжету, молодая американка, реставратор книг, едет в Италию спасать искалеченные наводнением произведения. В женском монастыре кармелиток, где героиня работает над восстановлением библиотеки, собранной Лючией де Медичи, одна из монахинь находит шокирующую книгу. С одним из молитвенников переплетён сборник эротических рисунков ученика Рафаэля с сопровождающими их непристойными сонетами Пьетро Аретино. Книга уникальна, все другие экземпляры уничтожены церковью. Главная героиня — Марго решает продать книгу, чтобы выручить деньги для защиты монахинь и их прав на владение библиотекой от епископа. Для того чтобы продать книгу, её следует отреставрировать. Работа над этой возбуждающей книгой превращает жизнь героини в настоящее приключение.